# Vagn Poulsen
Vagn Häger Poulsen (1909-1970) foi um arqueólogo clássico dinamarquês, que trabalhou a partir de 1937 como inspetor da Ny Carlsberg Glyptotek, e a partir de 1943 como diretor.
Poulsen foi um excelente especialista em esculturas gregas e romanas principalmente as do chamado estilo Severo. Dentre seus principais trabalhos publicados estão: Der strenge Stil. Studien zur Geschichte der griechischen Plastik 480-450 (1937) e a descrição das coleções da Glyptotek: Les Portraits grecs (1954), Les Portraits romains, 1 (1962) e 2 (publicada postumamente em 1974).
Ele escreveu também sobre a Arte dinamarquesa: Danish Painting and Sculpture (1955), e foi co-editor e autor da Dansk kunsthistorie (1972-75). Poulsen modernizou a Glyptotek utilizando novos métodos, com a aquisição de esculturas modernas, que foi seguido por uma série de museus europeus.